# John Gillett
John Gillett (n. 28 august 1925, Londra, Anglia, Regatul Unit – d. 8 decembrie 1995, Londra, Anglia, Regatul Unit) a fost un cercetător și critic de film britanic, cu o carieră de peste 44 de ani în cadrul British Film Institute. El a fost programator specializat în creațiile lui Buster Keaton, în începuturile cinematografiei rusești și în cinematografia japoneză la National Film Theatre. A scris recenzii de film pentru The Monthly Film Bulletin. Împreună cu Ian Christie, a editat studiul Futurism/Formalism/FEKS: 'Eccentrism' and Soviet Cinema 1918-1936. El a fost, de asemenea, editor al lucrării Yasujiro Ozu: A Critical Anthology, împreună cu David Wilson.
A fost membru al juriului internațional la ediția a V-a a Festivalului Internațional de Film de la Berlin din 1965 și membru al juriului la ediția a XXIX-a a Festivalului Internațional de Film de la Karlovy Vary din iulie 1994.
În iunie 1995 a fost decorat cu Ordinul Imperiului Britanic pentru serviciile efectuate pentru British Film Institute. În același an, împăratul Japoniei i-a acordat Ordinul Tezaurului Sacru, cu raze de aur cu rozetă, în semn de recunoaștere a contribuției sale la popularizarea filmelor japoneze și a cineaștilor japonezi. Acest certificat este doar unul dintre articolele care fac parte din colecția John Gillett deținută de British Film Institute.
Un omagiu cinematografic adus vieții lui John Gillett a fost realizat în 1996 de British Film Institute, cu colaborarea criticilor de film Leslie Hardcastle, David Robinson și Sheila Whitaker.

## Notă explicativă
1. ↑  Necrologul său din ziarul The Independent menționează că el s-a născut la Ealing, Londra în 28 septembrie 1925 și a murit la Londra în 7 decembrie 1995.[1] British Film Institute precizează că el s-a născut la 28 august 1925 în Acton, Londra și a murit la 8 decembrie 1995 în Tooting, Londra.[2]